# مارك ساليرس
مارك ساليرس (بالإنجليزية: Marc Salyers)‏ مواليد 28 فبراير 1979 في شيكاغو، هو لاعب كرة سلة أمريكي سابق. بدأ مسيرته الاحترافية في سنة 2001. يبلغ طوله 6 قدم 8.75 بوصة (2.1 م). اعتزل اللعب في 2014.

## المسيرة الاحترافية
لعب مع فنربخشة لكرة السلة في الدوري التركي في موسم 2004–2005، ثم لعب مع بي سي إم جرافيلين في الدوري الفرنسي في سنة 2005، ثم لعب مع بوسان كي تي سونيكبوم في سنة 2005، ثم لعب مع نادي مونتكاتيني الرياضي في سنة 2006، ثم لعب مع نادي أزوفماش لكرة السلة في سنة 2008.

## روابط خارجية
- مارك ساليرس على موقع الدوري الأوروبي لكرة السلة (الإنجليزية)
- مارك ساليرس على موقع كرة السلة الأوروبية.كوم (الإنجليزية)
- مارك ساليرس على موقع DraftExpress.com (الإنجليزية)
- مارك ساليرس على موقع كلية كرة السلة في سبورتس رفرنس.كوم (الإنجليزية)
- مارك ساليرس على موقع ريلجم (الإنجليزية)
- مارك ساليرس على موقع بروبوليرز (الإنجليزية)
- مارك ساليرس على موقع سبورتس رفرنس (الإنجليزية)